# Arrondissement de Gannat
L'arrondissement de Gannat est un ancien arrondissement de l'Allier. Il fut créé le 17 février 1800 et supprimé le 11 avril 1926. Ses cantons sont répartis entre les trois autres arrondissements.

## Composition
Il comprenait les cantons de Chantelle, Ébreuil, Escurolles, Gannat et Saint-Pourçain-sur-Sioule.

## Sous-préfets
| Période          | Période           | Identité                          | Fonction précédente                         | Observation                                                               |
| ---------------- | ----------------- | --------------------------------- | ------------------------------------------- | ------------------------------------------------------------------------- |
|                  |                   |                                   |                                             |                                                                           |
| 25 mars 1807     | 16 juin 1814      | Charles de Sartiges               |                                             | Nommé préfet de la Haute-Loire                                            |
| 15 juillet 1814  | mars 1815         | Antoine de Suleau                 |                                             | Fuit la France pendant les Cent-Jours et rejoint le duc d'Angoulême       |
|                  |                   |                                   |                                             |                                                                           |
| janvier 1846     | 28 février 1848   | Alexis de Levezou de Vesins       | Conseiller de préfecture de l'Allier        | Remplacé à la révolution                                                  |
|                  |                   |                                   |                                             |                                                                           |
| 20 février 1849  | 27 mars 1851      | Constantin Arnoux de Maison-Rouge |                                             | Nommé sous-préfet de Neufchâtel                                           |
|                  |                   |                                   |                                             |                                                                           |
| 13 juin 1866     | 9 septembre 1870  | Adolphe Pellat                    | Sous-préfet de Bar-sur-Seine                | Remplacé à la chute du Second Empire                                      |
|                  |                   |                                   |                                             |                                                                           |
| 7 juillet 1876   | 2 juin 1877       | Pierre Vaissière                  | Sous-préfet de Gaillac                      | Remplacé                                                                  |
|                  |                   |                                   |                                             |                                                                           |
| 25 mars 1879     | 6 novembre 1881   | Charles Gudin du Pavillon         | Sous-préfet de Melle                        | Devient rédacteur à l'Administration centrale du ministère de l'Intérieur |
| 6 novembre 1881  |                   | Charles Gautier                   |                                             | Mort en fonction                                                          |
| 3 décembre 1889  | 16 novembre 1895  | Charles Firbach                   |                                             | Remplacé. Nommé sous-préfet de Mantes en 1896                             |
| 16 novembre 1895 | 9 septembre 1902  | Michel Lavigne                    | Sous-préfet de Muret                        | Nommé sous-préfet de Châteaubriant                                        |
| 9 septembre 1902 | 2 février 1905    | Maurice Anjubault                 | Sous-préfet d'Orthez                        | Nommé sous-préfet d'Avallon                                               |
| 2 février 1905   | 10 octobre 1907   | Louis Boulanger                   | Sous-préfet de Marvejols                    | Nommé secrétaire général de la préfecture du Calvados                     |
| 10 octobre 1907  | 3 octobre 1910    | François Jacquet                  | Sous-préfet d'Argelès                       | Nommé sous-préfet de Saint-Flour                                          |
| 3 octobre 1910   | 5 décembre 1912   | Fernand Torrès                    | Sous-préfet de Prades                       | Devient percepteur et sous-préfet honoraire                               |
| 5 décembre 1912  | 31 janvier 1914   | Guillaume Lauzerain               | Sous-préfet de Remiremont                   | Devient percepteur et sous-préfet honoraire                               |
| 31 janvier 1914  | 2 janvier 1915    | Eugène François                   | Sous-préfet de Saint-Pons                   | Nommé sous-préfet de Joigny                                               |
| 2 janvier 1915   | 23 novembre 1923  | Francis Perret                    | Conseiller de préfecture de la Haute-Savoie | Mis en disponibilité sur sa demande                                       |
| 23 novembre 1923 | 22 septembre 1926 | Emile-Auguste Gardas              | Sous-préfet de Baugé                        | Rattaché à la préfecture de l'Allier à la fermeture de la sous-préfecture |